# Векторний тип даних
Векторний тип даних — багатовимірний тип даних котрий створюється на основі стандартних типів даних. На даний час використовується лише при GPGPU програмування. Багато сучасних відеоадаптерів та центральних процесорів мають вбудовану підтримку векторних типів даних.

## Опис
Векторний тип даних описується як ім'я базового типу плюс кількість вимірів, наприклад float4. Даний запис означає, що буде виділена пам'ять під чотири змінні типу float, котрі у оперативній пам'яті будуть розташовані підряд. Над векторними типами можна проводити базові математичні операції типу +,-,*,/ також можна проводити операцію присвоєння. Доступ до певного компоненту типу векторна змінна можна отримати через символ «.» після чого вказується ім'я компоненту.

## Використання

### OpenCL
У OpenCL векторні типи даних можуть будуватися на основі наступних базових типів даних:  [u]char, [u]short, [u]int, [u]long, float, double, half . Стандарт визначає наступну кількість вимірів для векторного типу: 2, 4, 8 та 16. У таблиці нижче наведені імена компонентів з вказаними порядком
.
| Ім'я\N   | 0         | 1         | 2         | 3         | 4    | 5    | 6    | 7    | 8    | 9    | 10         | 11         | 12         | 13         | 14         | 15         |
| -------- | --------- | --------- | --------- | --------- | ---- | ---- | ---- | ---- | ---- | ---- | ---------- | ---------- | ---------- | ---------- | ---------- | ---------- |
| floatN v | v.x, v.s0 | v.y, v.s1 | v.z, v.s2 | v.w, v.s3 | v.s4 | v.s5 | v.s6 | v.s7 | v.s8 | v.s9 | v.sa, v.sA | v.sb, v.sB | v.sc, v.sC | v.sd, v.sD | v.se, v.sE | v.sf, v.sF |

Імена v.x, v.y, v.z, v.w, можуть використовуватися лише у векторах розмірністю 2 та 4.

### CUDA
У CUDA векторні типи даних розмірності 2, 3 та 4 можуть будуватися на основі наступних базових типів даних:  [u]char, [u]short, [u]int, [u]long, float, а також розмірністю 2 на основі типів:  [u]longlong, double.